# Cap de Sant Antoni

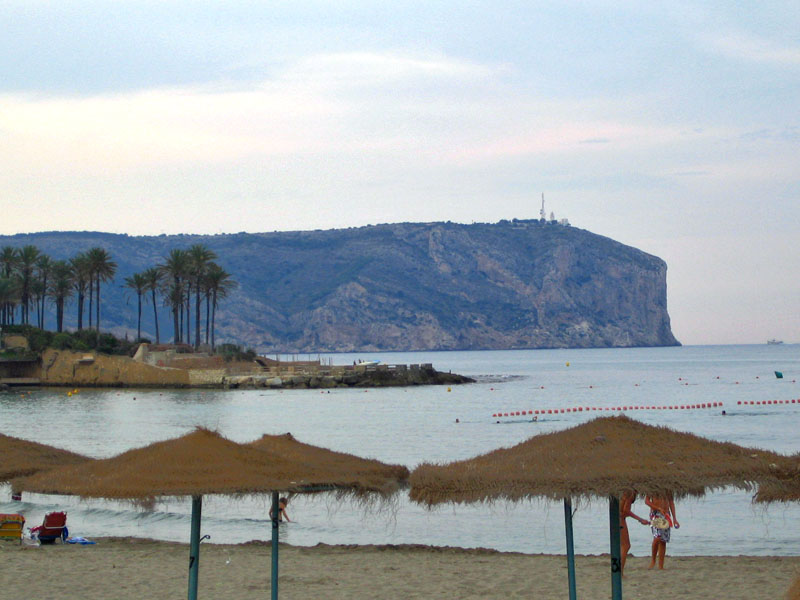
El cap de Sant Antoni vist des de la platja de les Arenetes, Xàbia

El cap de Sant Antoni és un cap situat a Xàbia, al País Valencià. És la part del país que més s'apropa a l'illa d'Eivissa, la qual s'hi pot veure en un dia clar. Es troba a l'extrem sud del golf de València.

## Geologia
Geològicament, el cap de Sant Antoni és només part del massís del Montgó, que arriba fins a la mar mateixa i, per tant, produïx una costa molt abrupta. Forma una costa amb penya-segats molt accidentada. Tant el cap com el Montgó formen part de les Serralades Bètiques, que continuen a sota la mar fins a la Tramuntana de Mallorca.

## La plana

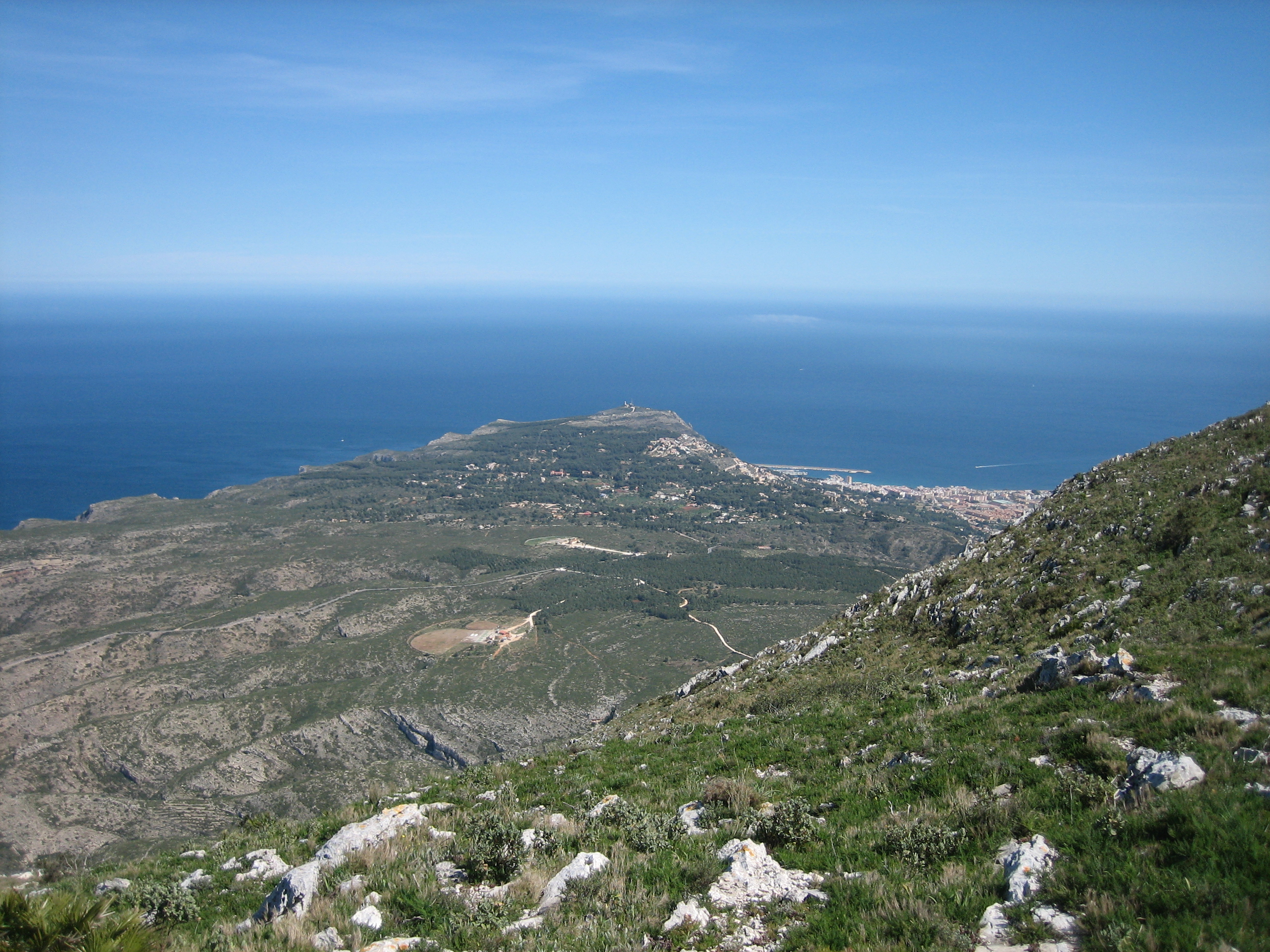
El cap i la plana, vists des del Montgó

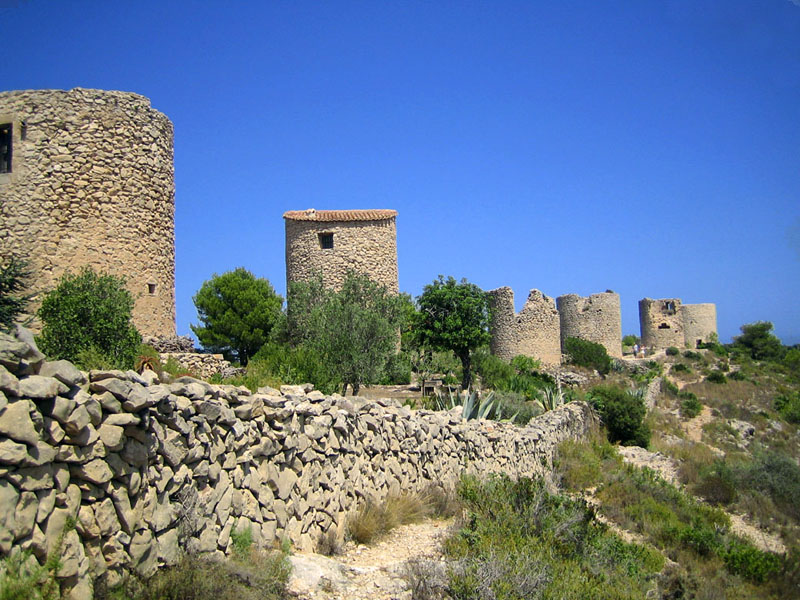
Els molins

Entre el cap i el cim del Montgó hi ha una extensa plana, anomenada Plana de Sant Antoni, travessada per una carretera que connecta Dénia (al nord del cap) i Xàbia (al sud). Hi trobem un lloc d'esbarjo, uns molins històrics i una zona de tir. També hi ha un far per a la navegació marítima.

## Protecció
El cap va ser declarat reserva marina i s'inclou dins en la major part dins del Parc Natural del Montgó. És per això que goja d'un cert nivell de protecció. A més, hi podem trobar una microreserva de flora.

## Esport
És un espai molt utilitzat per a la pràctica del submarinisme i l'esport nàutic. El tir, la caça i el senderisme també són practicats a la plana.